# Annulyne
Les annulynes ou 1,2-dideshydroannulènes sont des hydrocarbures monocycliques complètement conjugués avec les doubles liaisons alternées et une triple liaison typique des alcynes.
Ils ressemblent aux annulènes qui ont seulement des doubles liaisons alternées. Le plus petit membre de cette classe de composé est le [4]annulyne ou cyclobutènyne qui n'a encore jamais été observé parce que les contraintes d'angle dans cette molécule sont trop fortes. Le membre suivant est le [6]annulyne ou benzyne qui est une intermédiaire réactionnel bien connu en chimie organique. Le [8]annulyne est connu mais il se dimérise ou se trimérise rapidement. Ce composé a été piégé sous forme de son anion radicalaire et observé en spectroscopie RPE (Résonance Paramagnétique Électronique). Le [10]annulyne comme le [4]annulyne n'existent qu'en théorie.
Le [12]annulyne est un composé stable et peut être observé en solution par spectroscopie RMN (Résonance Magnétique Nucléaire) à température ambiante. La réaction du 1,5-hexadiyne avec du tert-butanolate de potassium produit deux isomères : 4,8-(E,E)-[12]annulyne et 2,10-(E,E)-[12]annulyne dans un ratio 1:1. La marche de cette réaction n'est jusqu'à maintenant comprise que comme une réaction de transfert électronique non spécifiée. Un troisième isomère, le 2,8-(E,E)-[12]annulyne peut être obtenu en trois étapes à partir du hexabromocyclododécane. Contrairement aux autres annulynes, les isomères du [12]annulyne sont bien stables et n'ont pas tendance à se condenser avec eux-mêmes. Les [12]annulynes peuvent réagir avec le potassium métallique pour former des anions radicalaires et des di-anions.
Le déplacement chimique en RMN des deux atomes d'hydrogène internes du di-anion est négatif, ceci étant dû à un courant dans le cycle aromatique (en) qui est diamagnétique (le cycle). L'hydrogène à côté du groupe alcyne a quant à lui un déplacement chimique proche de 14 ppm car il subit la charge positive du potassium qui s'y coordonne.